# 金寧郷

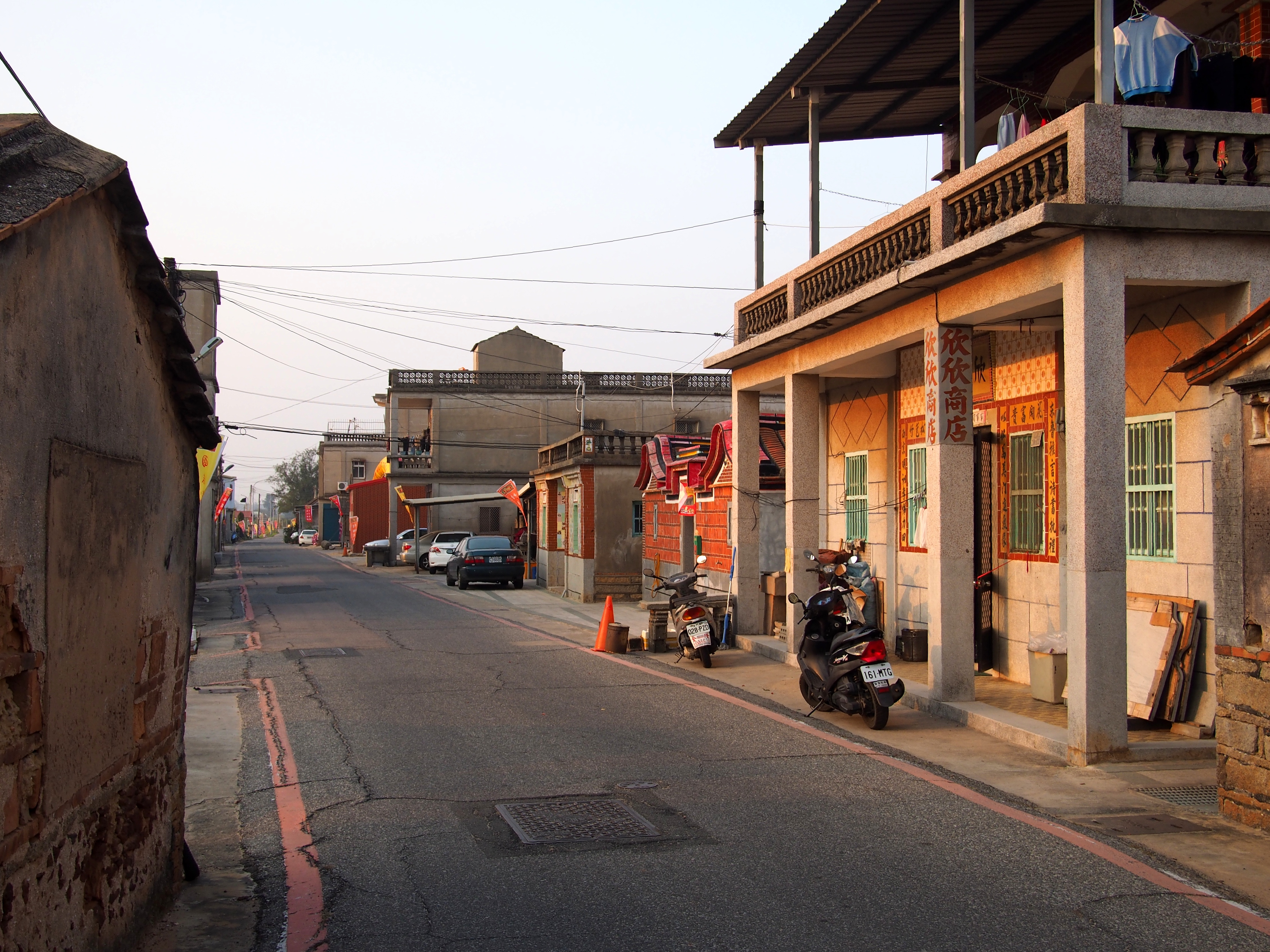
安美村西堡鄰の様子

慈堤から望む慈湖

金寧郷（ジンニン/きんねい-きょう）は中華民国福建省金門県の郷。

## 概要
金門県で唯一の国立大学である国立金門大学が所在する地である。金門県では金城鎮に次ぐ第2の人口がある都市である。

## 地理
大金門島の中部を占める。面積は28.865平方キロメートルであり、南西を金城鎮、東を金湖鎮に接する。北、東、西を海に囲まれており、南部でも一部海に接する部分がある。

### 行政区画
| 村                                             |
| ---------------------------------------------- |
| 古寧村、安美村、湖埔村、榜林村、盤山村、后盤村 |

## 政治

### 行政

#### 郷長
- 楊忠俊（現職）

歴代郷長
| 代 | 氏名 | 着任日 | 退任日 |
| -- | ---- | ------ | ------ |

## 教育

### 大学
国立
- 国立金門大学

### 国民中学
県立
- 金門県立金寧国民中学

### 国民小学
県立
- 金門県立金寧国民小学
- 金門県立金鼎国民小学
- 金門県立古寧国民小学
- 金門県立湖埔国民小学

## 交通
| 種別 | 路線名称 | その他 |
| ---- | -------- | ------ |

## 観光

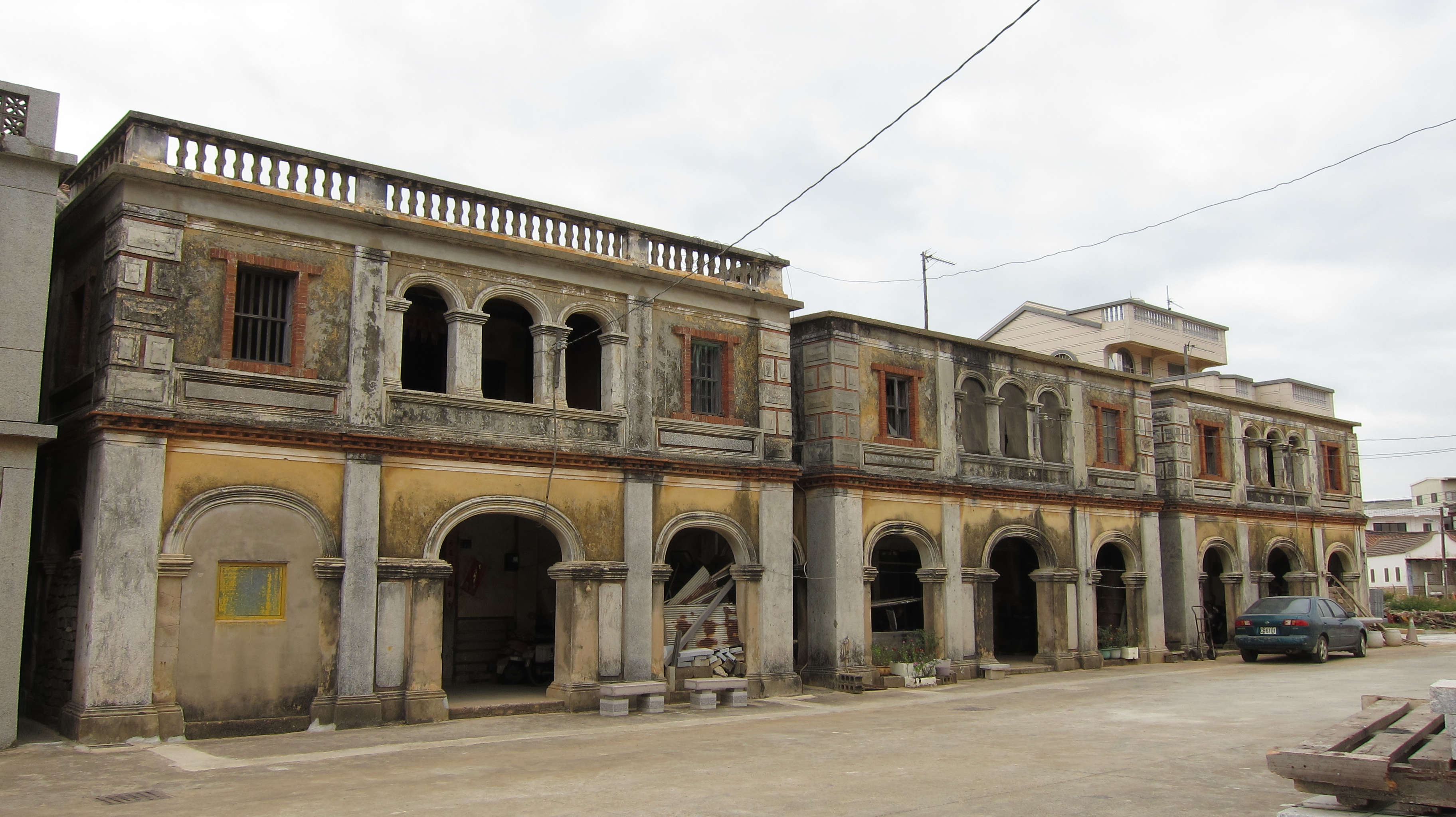
湖下三間楼仔

### 観光スポット

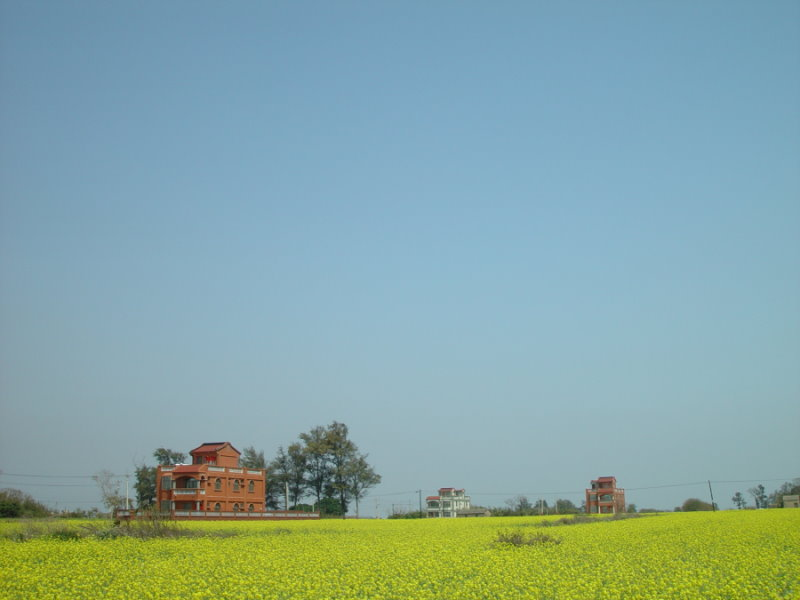
油菜花田
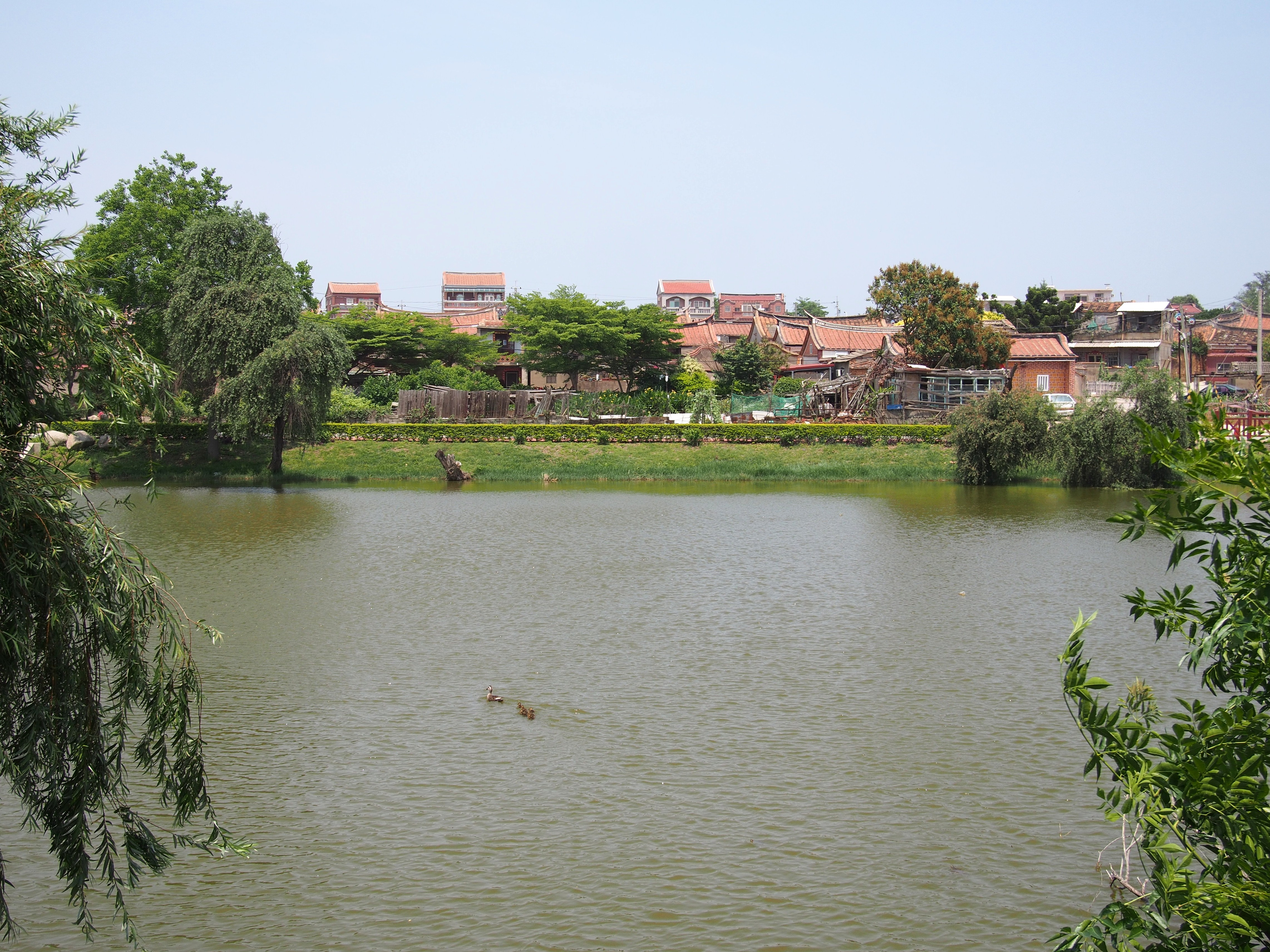
双鲤湖
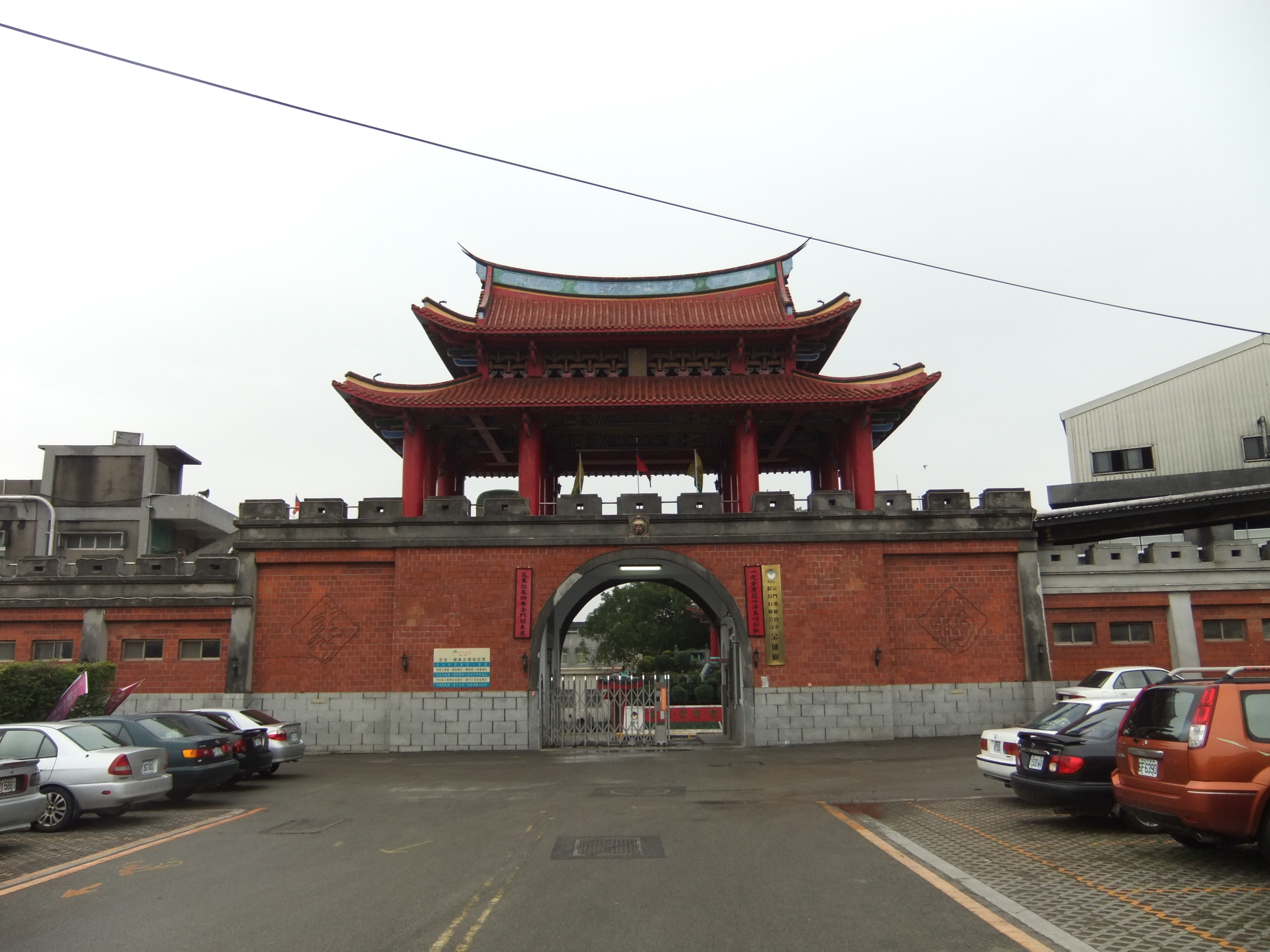
金門酒廠

- 中山紀念林
- 盤山坑道
- 李光前将軍廟
- 古竜頭振威第
- 湖下三間楼仔
- 慈湖
- 慈堤
- 水尾塔
- 双鯉湖
- 北山古洋楼
- 北山断崖
- 古寧頭戦役戦場跡
- 金門酒廠

- 油菜花田
- 双鲤湖
- 金門酒廠